# Megachoriolaus nigricollis
Megachoriolaus nigricollis är en skalbaggsart som beskrevs av Chemsak och Linsley 1974. Megachoriolaus nigricollis ingår i släktet Megachoriolaus och familjen långhorningar. Inga underarter finns listade i Catalogue of Life.